# 鼠尾岩须
鼠尾岩须（学名：Cassiope myosuroides）为杜鹃花科岩须属下的一个种。

## 扩展阅读
- 維基物種上的相關：鼠尾岩须